# François Colletet
Pour les articles homonymes, voir Colletet.
François Colletet (1628-1680 ?) est un poète français, fils du poète Guillaume Colletet.
Il a comme son père fait des vers (Noëls nouveaux, 1660 ; le Tracas de Paris, 1666 ; la Muse coquette, 1665), mais il est encore inférieur à son père. C'est ce second Colletet qui a été couvert de ridicule par Nicolas Boileau.

## Source partielle
Cet article comprend des extraits du Dictionnaire Bouillet. Il est possible de supprimer cette indication, si le texte reflète le savoir actuel sur ce thème, si les sources sont citées, s'il satisfait aux exigences linguistiques actuelles et s'il ne contient pas de propos qui vont à l'encontre des règles de neutralité de Wikipédia.

## Textes en ligne
- Les Muses illustres (1658)
- La Réjouissance des poètes (1660)
- Les Heureuses Prédictions sur la grossesse de la reine (1661)